# Prosymna sundevalli
Prosymna sundevalli — вид змій родини Prosymnidae. Мешкає в Південній Африці. Вид названий на честь шведського зоолога Карла Якоба Сундеваля.

## Поширення і екологія
Prosymna sundevalli мешкають на більшій частині Південно-Африканської Республіки, на заході Лесото та на південному заході Ботсвани. Вони живуть в саванах і пустищах кару та в чагарникових заростях фінбошу.